# Dương Văn Môn
Dương Văn Môn là kẻ giết người tập thể người Nùng đã đâm chết ít nhất 11 người và làm bị thương sáu người khác ở huyện Krông Pắk, tỉnh Đắk Lắk, Việt Nam vào ngày 8 tháng 8 năm 1998.
Môn vốn là tay nông dân trồng lúa nghèo người dân tộc thiểu số và được cho là đã từng mắc một chứng bệnh tâm thần không xác định. Khi mẹ ông qua đời, người ta kể lại là chính ông ấy đã đào một ngôi mộ trên đất của làng nhưng về sau bị từ chối sử dụng, và do vậy ông đành phải chôn bà mẹ trong khu vườn nhà mình. Ông cũng lâm vào cảnh nợ nần chồng chất để lo cho tang lễ truyền thống.
Vào ngày thứ ba trong đám tang, khi khách khứa của Môn bắt đầu phàn nàn rằng không có đủ đồ ăn và thức uống, người đàn ông 35 tuổi này bèn tự trang bị cho mình hai con dao giống như mã tấu và bắt đầu tấn công người thân và hàng xóm của mình. Đầu tiên, ông đâm một người phụ nữ lớn tuổi đang chuẩn bị thức ăn trong nhà, cùng một đứa trẻ, và cuối cùng bắt đầu đuổi theo mọi người khắp làng, giết chết tổng cộng 11 người, trong đó có 7 trẻ em và khiến 6 người khác bị thương, bao gồm cả vợ mình. Một trong những người bị thương đã chết trong bệnh viện, theo trình báo ban đầu của người dân nơi đây. Ngay khi xảy ra vụ việc, ông ấy cố gắng tự tử bằng cách uống thuốc trừ sâu nhưng buộc phải nôn ra khi bị dân làng bắt trói 4 tiếng rưỡi sau đó. Lực lượng công an nghe được tin này liền chạy tới hiện trường bắt giữ Môn rồi áp giải đến bệnh viện ngay lập tức.
Môn bị kết án tử hình vì tội giết 11 người vào tháng 11 năm 1998.